# Parguera (Lajas)
Parguera es un barrio ubicado en el municipio de Lajas en el Estado Libre Asociado de Puerto Rico. En el Censo de 2010 tenía una población de 2082 habitantes y una densidad poblacional de 109,5 personas por km². En la localidad de Parguera predomina la comunidad costera La Parguera.

## Geografía
Parguera se encuentra ubicado en las coordenadas 17°58′33″N 67°2′31″O / 17.97583, -67.04194. Según la Oficina del Censo de los Estados Unidos, Parguera tiene una superficie total de 19.01 km², de la cual 10.4 km² corresponden a tierra firme y (45.31%) 8.61 km² es agua.

## Demografía
Según el censo de 2010, había 2082 personas residiendo en Parguera. La densidad de población era de 109,5 hab./km². De los 2082 habitantes, Parguera estaba compuesto por el 84.58% blancos, el 5.62% eran afroamericanos, el 0.1% eran amerindios, el 0.14% eran asiáticos, el 7.59% eran de otras razas y el 1.97% pertenecían a dos o más razas. Del total de la población el 98.75% eran hispanos o latinos de cualquier raza.